# خبازة برية
خبيز أو الخبيزة أو خبازة برية أو الدَّهْمَاءُ أو خبازي (الاسم العلمي: Malva sylvestris) هي نوع نباتي يتبع جنس الخبازة من الفصيلة الخبازية.
هي نبتة تزهر في كل الأماكن كالحقول وحواشي الطرق تستعمل لمداواة الالتهابات الداخلية والخارجية.